# Ameiurus natalis
Ameiurus natalis е вид лъчеперка от семейство Ictaluridae. Видът е незастрашен от изчезване.

## Разпространение и местообитание
Разпространен е в Канада и САЩ.
Среща се на дълбочина от 0,1 до 1,4 m.

## Описание
На дължина достигат до 47 cm, а теглото им е максимум 1920 g.
Продължителността им на живот е около 4 години. Популацията на вида е стабилна.